# José Letelier
Pour les articles homonymes, voir Letelier.
José Letelier, né le 23 mai 1966 à Santiago, est un footballeur chilien devenu entraîneur.